# فالوس (فطر)
الفالوس أو الوَذَرِيَّة (الاسم العلمي: Phallus) هو جنس من الفطريات يتبع فصيلة الفالوسية من رتبة الفالوسيات.